# Stalingrado (película de 2013)
Stalingrado (Сталинград en idioma ruso) es una película rusa, de género bélica y dramática de 2013 dirigida por Fiódor Bondarchuk y la primera producción cinematográfica del país en ser rodada con tecnología IMAX 3D, la cual nos muestra la Batalla de Stalingrado desde el punto de vista de los soldados y civiles en la ciudad.
El estreno tuvo lugar el 27 de septiembre de 2013 en Volgogrado (nombre actual de la ciudad de Stalingrado) y al mes siguiente a nivel nacional antes de ser lanzado al mercado extranjero en los meses siguientes.
La producción fue candidata para representar a Rusia en la 86.ª Gala de los Premios Óscar a la Mejor Película de Habla No Inglesa, pero no fue nominada.

## Trama
Un grupo de soldados del Ejército Rojo al mando del comandante Gromov (Pyotr Fyodorov) inician una misión de reconocimiento para allanar el terreno de las tropas soviéticas a través del Volga con el objetivo de retomar Stalingrado.
Una vez llegan, junto a otros soldados y marinos rusos, ocupan un edificio que alberga a Katya, de 19 años, única superviviente a quien todos los soldados desean proteger. Empieza una batalla entre estos y las tropas alemanas por el control del edificio. 
Mientras, el Comandante de la Wehrmacht: Hauptmann Kahn (Thomas Kretschmann) se enamora de Masha (Yanina Studilina), una de las civiles de otro edificio controlado por los alemanes.

## Argumento
La película se estrena en Japón tras el terremoto y tsunami de Tōhoku de 2011. Mientras el personal de emergencia trabaja para llegar a algunas víctimas atrapadas bajo tierra, un rescatista intenta mantener la calma de las víctimas contándoles la historia de cómo llegó a tener cinco padres, todos asesinados durante la Gran Guerra Patria (Segunda Guerra Mundial). Las víctimas atrapadas son jóvenes estudiantes alemanes y los rescatadores son rusos.
En 1942, después del ataque inicial a Stalingrado, un pequeño grupo de soldados rusos se refugia en un gran edificio residencial de cinco pisos que sirve de cobertura a un punto de cruce ruso en el río Volga. Cinco de estos soldados se convierten en los cinco padres de la historia: Poliákov ("Ángel"), que se había amargado cuando su esposa e hija murieron en un ataque aéreo; Chvanov, cuyo odio hacia los alemanes proviene del trato cruel y el asesinato metódico de su familia; Nikiforov, un talentoso cantante tenor antes de la guerra, que se había convertido en un luchador cruel y despiadado; Serguéi, reclutado en la guerra como observador; y el Capitán Gromov, un veterano y héroe que lidera el grupo tras encontrarlos. Los soldados se encuentran con una joven llamada Katya, que vive sola en el edificio después de que mataron a su familia. Mientras pasan los siguientes días juntos, los soldados se encariñan con ella y ella con ellos.
Los alemanes acampados cerca del cruce están liderados por el Hauptmann Kahn; un soldado muy condecorado pero desilusionado que se enamora de una mujer rusa llamada Masha, que se parece a su difunta esposa. Ella al principio lo detesta, pero pronto comienza a corresponder su amor, aunque no pueden hablar el idioma del otro. El Oberstleutnant Henze llega para tomar el mando de los alemanes. Reprende a Kahn tanto por su atracción por Masha como por su fracaso en erradicar a los soldados rusos. Henze decide dar ejemplo reuniendo a los civiles rusos que viven en los edificios bombardeados y luego quemando vivas a una mujer y a su hija. Esto enfurece a los soldados rusos que tienden una emboscada a los alemanes, matando a varios, pero perdiendo a varios de los propios en el proceso. Los alemanes y los rusos se retiran a sus refugios para esperar a que los demás salgan. Una tarde, Chvanov le enseña a Katya cómo apuntar con su arma a un alemán que se está lavando en un grifo de agua y, sorprendido, le dispara por accidente, lo que provoca una represalia que hiere a Chvanov.
Durante una de sus visitas a Masha, Kahn promete llevarla a un lugar seguro cuando llegue el momento. En su cumpleaños 19, Katya recibe un pastel hecho por los soldados, con una canción de Nikiforov, a quien antes había reconocido como un cantante famoso. Luego le regalan una bañera llena de agua caliente, un lujo que nadie ha experimentado desde que comenzó el asedio. Serguéi lleva a Katya a su antiguo mirador, en un edificio que no está ocupado ni por alemanes ni por rusos. Los dos pasan la noche juntos, creando el narrador de la historia.
Después de que Polyakov hizo rebotar un proyectil de artillería en el complejo alemán, se ordena a Kahn que comience el ataque; lleva a Masha a un edificio abandonado, con la esperanza de salvarla de la pelea que se avecina. Mientras ella le ruega que se quede, Chvanov le dispara por ser colaboradora, lo que enfurece a Kahn. Nikiforov es capturado por los alemanes, donde logra apuñalar a Henze antes de morir. La muerte de Henze devuelve a Kahn el poder.
Llegan refuerzos alemanes con tanques que tienen alcance suficiente para acabar con los soldados rusos y su edificio. Abren fuego, hieren de muerte a Chvanov. Kahn y sus soldados atacan y matan a tiros a Polyakov. Kahn encuentra a Gromov en el segundo piso tratando de usar una radio. Se disparan varias veces antes de desplomarse. Serguéi los alcanza y usa la radio para ordenar un ataque aéreo contra su edificio, que está siendo invadido por alemanes. Katya observa con el corazón roto cómo el edificio es arrasado, sin dejar a nadie vivo.
En la actualidad, los alemanes son liberados del edificio. La chica a quien Serguéi (que lleva el nombre de su padre biológico) le había contado su historia, lo busca y comparten un momento de comprensión antes de que se lo lleven.

## Reparto
- Piótr Fiódorov como Gromov.
- Dmitri Lysenkov como Chavanov.
- Alekséi Barabash como Nikiforov.
- Andréi Smoliakov como Polyakov.
- Serguéi Bondarchuk,  como Serguéi Astakhov.
- Oleg Volku como Krasnov.
- Philippe Reinhardt como Gottfried.
- Georges Devdariani como Klose.
- Yanina Studilina como Masha.
- Maria Smolnikova como Katya.
- Thomas Kretschmann como Hauptmann Kahn.
- Heiner Lauterbach como Hans.
- Polina Raikina como Natashka.
- Yuri Nazarov como Navodchik.

## Producción

### Trasfondo

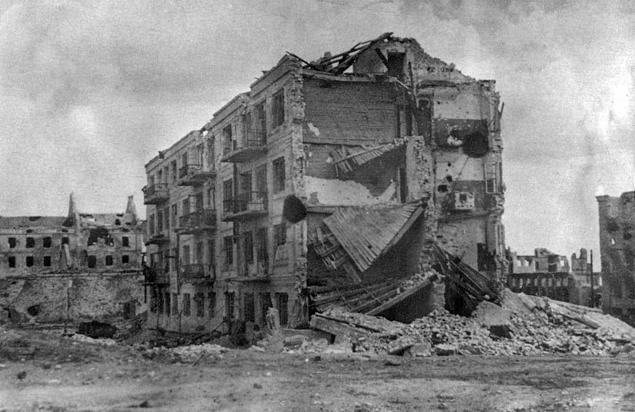
El edificio de la película se basó en la Casa de Pávlov, afectada durante la II Guerra Mundial.

El guion de Ilya Tilkin no está basado en fuentes literarias, no obstante hizo un estudio exhaustivo de los diarios de los contendientes de la Batalla de Stalingrado así como archivos guardados en museos, documentos y memorias.
A diferencia de las anteriores de 1989 y 1993, el argumento se centra en una historia de amor en tiempos de guerra, la cual queda en un segundo plano. La acción tiene lugar en 1942 durante la Operación Barbarroja. Tras fallar en su intento por cruzar el Volga con el plan de lanzar una contraofensiva a los alemanes, las tropas soviéticas se ven forzadas a la retirada. No obstante un reducido grupo de soldados consigue pasar al otro lado y resguardarse en un edificio en el que se encuentra una mujer que ha sido incapaz de escapar de ambos frentes.
Aparte del acontecimiento bélico, la película se centra en la humanidad de los soldados al enamorarse de una mujer en tiempos de guerra y de protegerla a toda costa. El diseño del edificio está inspirado en la Casa de Pávlov, uno de los edificios afectados por la guerra, símbolo de la misma. A los pocos días de empezar el rodaje, el guion fue reescrito por el director y guionista Serguéi Snezhkin.

### Rodaje
La primera parte empezó en otoño de 2011, duró diecisiete días. Rodaron dos escenas diferentes de la batalla en la que participaron 900 extras junto a artistas expertos en historia. El proceso principal empezó a finales de mayo de 2012 y finalizó dos meses después.
Los escenarios (en especial la ciudad de Stalingrado) se construyeron en la antigua fábrica Krasny Treugolnik de San Petersburgo y el Tercer Frente del Norte cerca de Kronstadt. Cada set recrea el centro de la ciudad y la orilla este del Volga, recreada a escala para mostrar la gran contienda. El presupuesto de la producción fue de 120 millones de rublos y llevó seis meses el construir los decorados.
El film fue producido en tres formatos: 3D, Imax 3D y 2D con equipamiento proporcionado por la compañía de Hollywood: 3ALITY.
Bondarchuk declaró: 

La razón por la que decidí seguir en este proyecto fue la historia de la batalla que tuvo lugar. Desde Stalingrad de Antony Beevor e In the Trenches of Stalingrad de Viktor Nekrasov a Iron Cross de Wilhelm Heinrich y Life and Fate de Vasili Grossman.

La película se rodó tanto en ruso como en alemán sin necesidad de doblar los diálogos de los alemanes. A cambio se añadieron subtítulos en lugar del voice-over habitual en las películas extranjeras que se estrenan en Rusia.
Bondarchuk y Kretschmann ya participaron con anterioridad en la película de 1989 (de Yuriy Ozerov) y 1993.

## Recepción
Las críticas recibidas fueron dispares. Fue alabada por los efectos visuales, sonido, música e interpretación, pero criticada por la dirección y el hilo argumental. Desde Kritikanstvo.ru puntuaron la producción con un 63% de nota, al igual que en otros medios de comunicación como Rossiskaya Gazeta, Vedomosti, Izvestia, Kommersant y Ekspert realizaron críticas positivas. Vedomosti, Por otro lado, desde Argumenty i Fakty, Ogoniok las reseñas fueron negativas. Algunos críticos argumentaron estar "decepcionados" por la "falta de patriotismo" dentro del argumento al no homenajear a los "héroes de la batalla de Stalingrado", relegados a un segundo plano frente al romance de la trama.
De acuerdo con VTsIOM, Stalingrad fue considerada la "película del año en 2013" con un 12% de votos favorables superando con holgura la película dramática y deportiva: Legend#17.

### Taquilla
La película obtuvo un gran éxito de taquilla, una de las más vistas de la Rusia contemporánea tras recaudar 51,7 millones de dólares en taquilla. También fue la más rentable de la semana tras recaudar 16,12 millones de dólares en su semana de estreno.